# (6158) Shosanbetsu
(6158) Shosanbetsu – planetoida z pasa głównego planetoid okrążająca Słońce w ciągu 3 lat i 88 dni w średniej odległości 2,19 au. Została odkryta 12 listopada 1991 roku w obserwatorium w Ojima przez Tsuneo Niijimę i Takeshiego Uratę. Nazwa planetoidy pochodzi od wioski Shosanbetsu na Hokkaido, której nazwa w języku ainu, którym posługiwali się dawni mieszkańcy Hokkaido oznacza „wodospad, gdzie obecnie płynie rzeka”. Nazwa została zasugerowana przez Y. Sano. Przed jej nadaniem nazwy planetoida nosiła oznaczenie tymczasowe (6158) 1991 VB3.